# Ürümqi
Urumchi hay Ürümqi (tiếng Anh /uːˈruːmtʃi/; tiếng Uyghur: ئۈرۈمچی, đã Latinh hoá: Ürümchi; giản thể: 乌鲁木齐; phồn thể: 烏魯木齊; bính âm: Wūlǔmùqí, tiếng Việt: U-rum-xi hoặc Urumsi, Hán-Việt: Ô Lỗ Mộc Tề) là thủ phủ khu tự trị Tân Cương, Cộng hòa Nhân dân Trung Hoa. Urumchi có dân số 75,3% là người Hán, 12,8% là người Uyghur (Duy Ngô Nhĩ), 8,03% là người Hồi, 2,34% người Kazakh

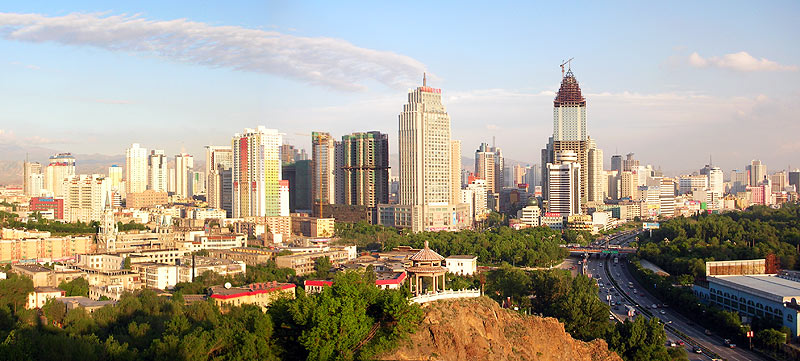
Toàn cảnh trung tâm Ürümqi nhìn từ Hồng Sơn.

Ürümqi là chặng dừng quan trọng trên con đường tơ lụa suốt thời Nhà Đường, vang danh là trung tâm văn hóa, thương mại suốt thời Nhà Thanh hồi thế kỷ XIX.
Với dân số ước tính 3,5 triệu năm 2015, Ürümqi là thành phố đông dân nhất Miền Tây Trung Quốc lẫn vùng Trung Á. Theo Sách Kỷ lục Guinness, Ürümqi là thành phố có vị trí xa biển nhất trên thế giới. Kể từ thập niên 1990, Ürümqi nổi lên là nơi có nền kinh tế phát triển thần tốc và hiện là nút giao thông của vùng, là trung tâm văn hóa, chính trị, thương mại.
Tháng 7 năm 2009, tại đây đã diễn ra bạo động lớn giữa những người Uyghur và người Hán. Cuộc bạo động bắt đầu vào đêm 5 tháng 7 năm 2009 với sự tham gia của 1.000 người tham gia và sau đó đã tăng lên tới khoảng 3.000 người. Ít nhất đã có 156 người chết.
Đầu năm 2014, các cuộc bạo động tiếp tục xảy ra.

## Các đơn vị hành chính

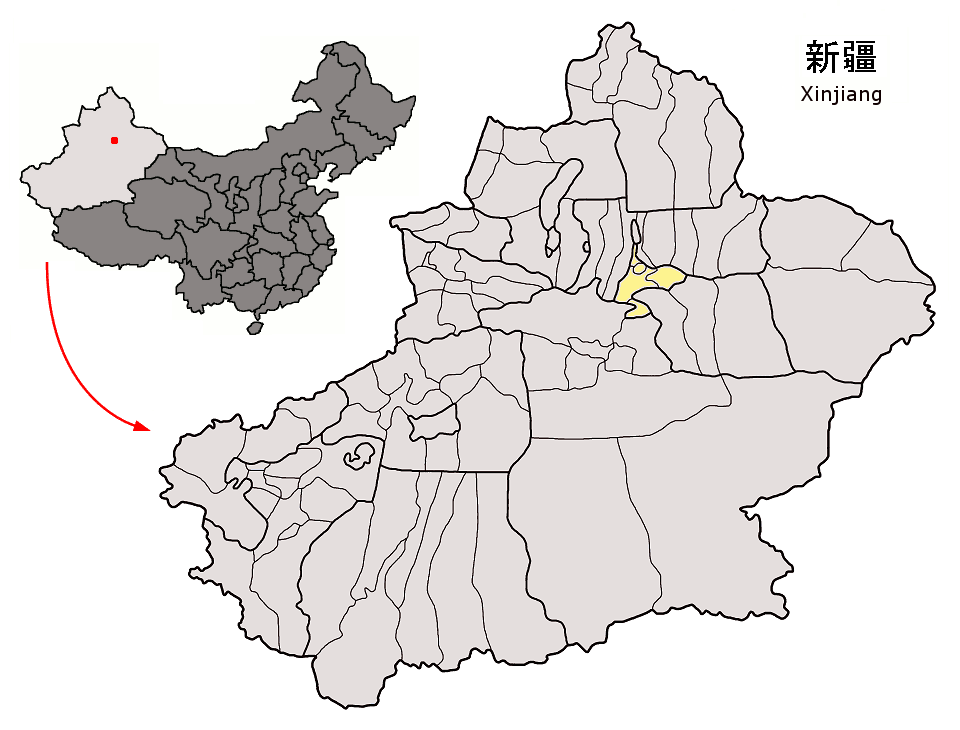
Vị trí của Ürümqi trong Tân Cương

Ürümqi hiện có 8 đơn vị hành chính cấp quận huyện, trong đó có 7 quận và 1 huyện.
- Quận Thiên Sơn (天山区: Tiānshān Qū)
- Quận Saybagh (沙依巴克区: Shāyībākè Qū)
- Quận Đầu Đồn Hà (头屯河区: Tóutúnhé Qū)
- Quận Thủy Ma Cấu (水磨沟区: Shuǐmógōu Qū)
- Quận Tân Thị (新市区: Xīnshì Qū)
- Quận Đông Sơn (东山区: Dōngshān Qū)
- Quận Đạt Phản Thành (达坂城区: Dábǎnchéng Qū)
- Huyện Ô Lỗ Mộc Tề (烏魯木齊县: Wūlǔmùqí Xiàn)